# فهرست مدارس اصفهان
در استان اصفهان بیشتر از 7329 مدرسه زیر نظر اداره کل آموزش و پرورش استان اصفهان وجود دارد.
فهرست مدرسه های ابتدایی و متوسطه پسرانه و دخترانه دولتی و غیردولتی شهر اصفهان

## دبیرستان های دخترانه

### ناحیه 1

#### غیرانتفاعی
- دبیرستان استاد مطهری
  - دبیرستان پردیس
- دبیرستان روشنگر
- دبیرستان طیبات

### ناحیه 2

#### غیرانتفاعی
- دبیرستان هدف
- دبیرستان نور الاابصار
- دبیرستان دبیرستان شایگان
- دبیرستان مرضیه
- دبیرستان مولود کعبه
- دبیرستان امام امیرالمؤمنین
- دبیرستان مهرو دانش
- دبیرستان انوار القرآن
- دبیرستان عصر دانایی

### ناحیه 3

#### غیرانتفاعی
- دبیرستان رئیسی
- دبیرستان گزینه جوان
- دبیرستان دانشگاه اصفهان (عدالت)
- دبیرستان پویندگان
- دبیرستان گلستان
- دبیرستان شهربانو
- دبیرستان آزرمیدخت
- دبیرستان فراز
- دبیرستان شایان
- دبیرستان تمدن
- دبیرستان امام صادق(ع)
- دبیرستان صداقت
- دبیرستان نیک آهنگ
- دبیرستان قلم سفید
- دبیرستان شهرزاد
- دبیرستان کوثر دانش
- دبیرستان عترت سپاهان

### ناحیه 4

#### غیرانتفاعی
- دبیرستان مظهر دانش
- دبیرستان والعصر
- دبیرستان طهورا
- دبیرستان هنر آموزان
- دبیرستان شکوه زینب

### ناحیه 5

#### غیرانتفاعی
- دبیرستان دوره اول داناسخن
- دبیرستان گزینه جوان مهر
- دبیرستان جامع دخترانه
- دبیرستان امام محمد باقر
- دبیرستان سید الشهدا
- دبیرستان آزادی
- دبیرستان مکتب فاطمه
- دبیرستان آل زهرا
- دبیرستان شمیم دانش
- دبیرستان دکتر آزیدهاک
- دبیرستان پیشگامان صبا
- دبیرستان گلاب